# 캠프 락 2: 마지막 콘서트
캠프 락 2: 마지막 콘서트(Camp Rock 2: The Final Jam)는 2010년 8월 18일 미국 디즈니 채널에서 방영한 텔레비전 영화이다.

## 출연

### 주연
- 알리슨 스토너
- 데미 로바토
- 조 조나스
- 닉 조나스
- 케빈 조나스

### 조연
- 메간 제트 마틴
- 마리아 카날스 바레라
- 클로에 브릿지
- 프랭키 조나스
- 안나 마리아 페레즈 데 태글
- 제스민 리처즈
- 로숀 페건
- 조지 알렉산더
- 조던 프란시스
- 알렉스 쇼티 웰치
- 다니엘 패더스
- 이작 스미스
- 제시 보스틱
- 타라 메이슨
- 세스 시에너린

## 기타
- 원조: 카린 기스트
- 원조: 레지나 Y. 힉스
- 원조: 줄리 브라운
- 원조: 폴 브라운
- 미술: 더그 맥컬러프
- 의상: 쉘리 맨셀
- 배역: 제이슨 라 파두라